# إبيسكوبي (إراكليون)
إبيسكوبي (Επισκοπή) هي مدينة في إراكليون في اليونان. يبلغ عدد سكانها حوالي 927   نسمة.